# Santa Terezinha de Itaipu
Santa Terezinha de Itaipu är en kommun i Brasilien.   Den ligger i delstaten Paraná, i den södra delen av landet, 1 300 km sydväst om huvudstaden Brasília. Antalet invånare är 20 834. Arean är 259 kvadratkilometer. Santa Terezinha de Itaipu ligger vid sjön Represa de Itaipu.
Terrängen i Santa Terezinha de Itaipu är platt.
Trakten runt Santa Terezinha de Itaipu består till största delen av jordbruksmark. Runt Santa Terezinha de Itaipu är det ganska tätbefolkat, med 62 invånare per kvadratkilometer.